# Orion (Schachprogramm)
Orion ist ein freies Schachprogramm des Franzosen David Carteau.

## Geschichte
Der Name des Schachprogramms ist dem gleichnamigen Sternbild Orion entlehnt. Astronomie ist ein weiteres Hobby des Schach-Programmierers.
Nach jahrelanger Vorentwicklungsarbeit als Hobbyprojekt „von der Pike auf“ wurde die erste Fassung (Version 0.1) von Orion im Mai 2014 veröffentlicht. Seitdem wird es vom Autor kontinuierlich weiterentwickelt, mit dem Hauptziel, die Spielstärke zu steigern. Dies wird regelmäßig anhand gängiger Verfahren überprüft, wie beispielsweise mithilfe der Computer Chess Rating Lists (CCRL). Die im Juli 2020 erschienene Version 0.7 von Orion näherte sich in dieser Liste den Top 100 und erzielte eine Elo-Zahl von 2760 Punkten.
Wie viele andere Computerschach-Engines auch, nutzt Orion das Universal Chess Interface (UCI), ein offenes Schach-Kommunikationsprotokoll, um mit einem Schach-Frontend, also einer geeigneten grafischen Benutzeroberfläche (GUI) zu kommunizieren, wie beispielsweise Arena oder WinBoard (Bild links).
Ende August 2020 wurde die interne Bewertungsfunktion ausgetauscht. Wie inzwischen viele andere Programme auch, wechselte Orion zu NNUE, also zum Efficiently Updatable Neural Network (deutsch „Effizient aktualisierbares neuronales Netz“). Für die Version „0.7.nnue“ nutzte Orion zunächst probeweise diese innovative Methode, bei der ein neuronales Netzwerk auf dem Zentralprozessor (CPU) eines Computers effizient läuft. Damit gelang es auf Anhieb, die Spielstärke um fast 200 weitere Elo-Punkte auf 2953 zu steigern.